# Сарёда (приток Тобыша)
Сарёда — река в России, протекает по Республике Коми. Устье реки находится в 141 км по левому берегу реки Тобыш. Длина реки составляет 67 км.

## Притоки
- 10 км: Большой (лв)
- 25 км: Вороная (пр)
- 30 км: Дикарская Рассоха (пр)
- 37 км: река без названия (лв)
- 40 км: Большая Рассоха (лв)
- 44 км: река без названия (пр)
- Воронья Виска (пр)

## Данные водного реестра
По данным государственного водного реестра России относится к Двинско-Печорскому бассейновому округу, водохозяйственный участок реки — Печора от водомерного поста Усть-Цильма и до устья, речной подбассейн реки — бассейны притоков Печоры ниже впадения Усы. Речной бассейн реки — Печора.
Код объекта в государственном водном реестре — 03050300212103000080208.